# 남양초등학교 (사천시)
남양초등학교는 대한민국 경상남도 사천시 죽림동에 있는 공립 초등학교이다.

## 학교 연혁
- 1928년 4월 1일 남양공립보통학교 개교(설립인가 3월 1일)
- 1938년 4월 1일 남양공립심상소학교로 교명 변경[1]
- 1941년 4월 1일 남양공립국민학교로 교명 변경[2]
- 1950년 4월 1일 남양국민학교로 교명 변경[3]
- 1995년 1월 20일 조리실 및 급식소 준공(50평)
- 1996년 3월 1일 남양초등학교로 명칭 변경[4]
- 1999년 9월 6일 병설유치원 개원
- 2009년 12월 10일 다목적 강당 '남양자람터' 개관
- 2019년 2월 1일 영어체험교실 개관
- 2019년 9월 1일 제22대 김숙진 교장 취임
- 2020년 2월 14일 제89회 졸업식(남12명, 여22명, 계34명, 총8,864명)
- 2021년 2월 10일 제90회 졸업식(남12명, 여11명, 계23명, 총8,887명)

## 참고 자료
- 남양초등학교 - 한국교육학술정보원 학교알리미